# Katherine R. Whitmore
Katherine R. Whitmore, nacida Katherine Prue Reding (Kansas 1897-1982) fue una hispanista estadounidense.
Profesora de lengua y literatura españolas en el Smith College, donde empezó a enseñar en 1930. Se doctoró en la Universidad de Madrid, siendo desde 1932 amante del poeta de la Generación del 27 Pedro Salinas que le dedicaría el ciclo poético iniciado con La voz a ti debida (1933). Al intentarse suicidar la mujer de Salinas, Margarita Bonmatí Botella, rompió la relación, aunque todavía continuó siendo, ocasionalmente, epistolar. Ella se casó en 1939 con el profesor Brewer Whitmore, de quien tomó el apellido, pero este falleció en un accidente automovilístico cuatro años después. Sobre su relación con el poeta, Katherine escribió mucho después:
Este sencillo relato de la unión y separación de Salinas y su amada no da cuenta de la riqueza de nuestro encuentro. Fue emocionante, alegre, devastador y triste para ambos. Verdaderamente tenía "Beauty, and Wonder, and Terror", cita del Epipsychidion de Shelley que sirve de prefacio en La voz a ti debida. Cuando releo sus cartas después de tantos años y paso las páginas de los exquisitos volúmenes que encuadernó especialmente para mí, me pregunto cómo el destino pudo ser tan amable.
En 1953 le fue otorgado el lazo de Dama de la Orden de Mérito Civil por su extraordinario interés en el fomento de las relaciones culturales entre España y los Estados Unidos. Es autora de The Generation of 1898 in Spain as seen Through its Fictional Hero (1936), de Handbook of Intermediate Spanish (1942) y de estudios sobre la lírica contemporánea española. 
La historia de su relación con Salinas inspiró el drama de Julieta Soria Amor, amor, catástrofe (2019).